# Алтајска Покрајина
Алтајска Покрајина (рус. Алта́йский край), незванично позната и само као Алтај (рус. Алтай), конститутивни је субјект Руске Федерације са статусом покрајине (краја) на простору југозападног дела Сибира.
Главни град покрајине је град Барнаул.

## Етимологија
Покрајина је добила име по планинском ланцу Алтај који се пружа граничним појасом између Русије, Казахстана, Кине и Монголије.
Реч ал-тај у туркијским језицима, као и монголском језику, произилази из речи Ал — „злато“, и Тај — „планина“, што би значило „Златна планина“. Слично значење има и у кинеском језику.

## Становништво
| 1989.     | 2002.     | 2010.     |
| --------- | --------- | --------- |
| 2,822,305 | 2,607,426 | 2,419,755 |